# Ланчинська селищна територіальна громада
Ланчинська селищна територіальна громада — територіальна громада в Україні, в Надвірнянському районі Івано-Франківської області. Адміністративний центр — селище Ланчин.
Площа громади — 84,82 км², населення — 11 195 мешканців (2018).
Утворена 31 липня 2017 року шляхом об'єднання Ланчинської селищної ради та Добротівської сільської ради Надвірнянського району.
13 серпня 2018 року внаслідок добровільного приєднання до громади приєдналася Середньомайданська сільська рада.

## Населені пункти
До складу громади входять 1 селище Ланчин і 4 села Вишнівці, Глинки, Добротів та Середній Майдан.